# Mariánský sloup (Plzeň)
Mariánský (morový) sloup stojí na centrálním plzeňském náměstí Republiky, v jeho severozápadním koutě,  před Císařským domem. Sloup dala vztyčit městská rada roku 1681 jako poděkování za skončení morové epidemie v raně barokním slohu. Jeho vrcholem je socha, volná replika gotické plastiky plzeňské Madony. 
Mariánský sloup je od roku 1958 chráněn jako kulturní památka České republiky.

## Historie

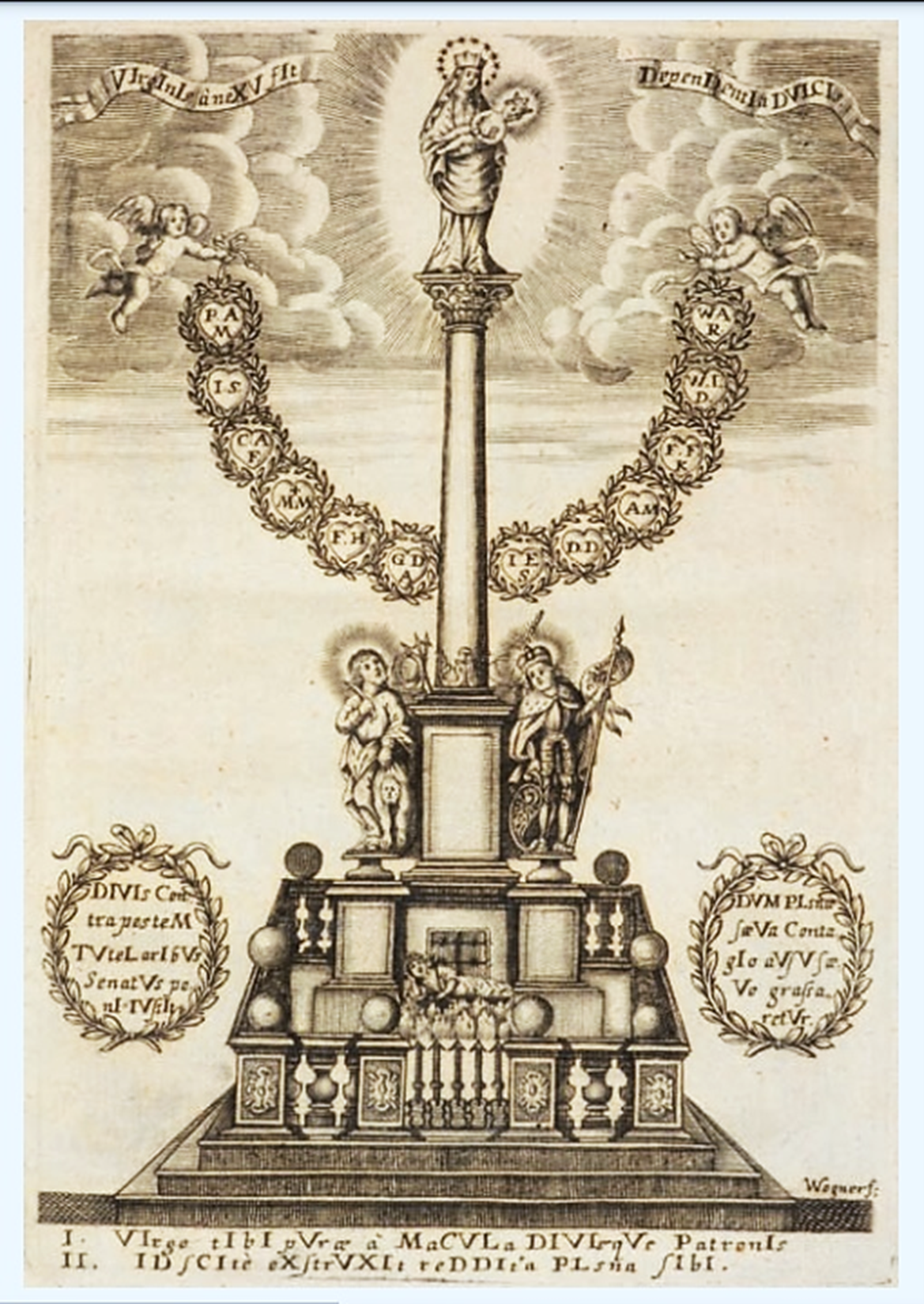
Mariánský sloup v Plzni, mědirytina z roku 1681

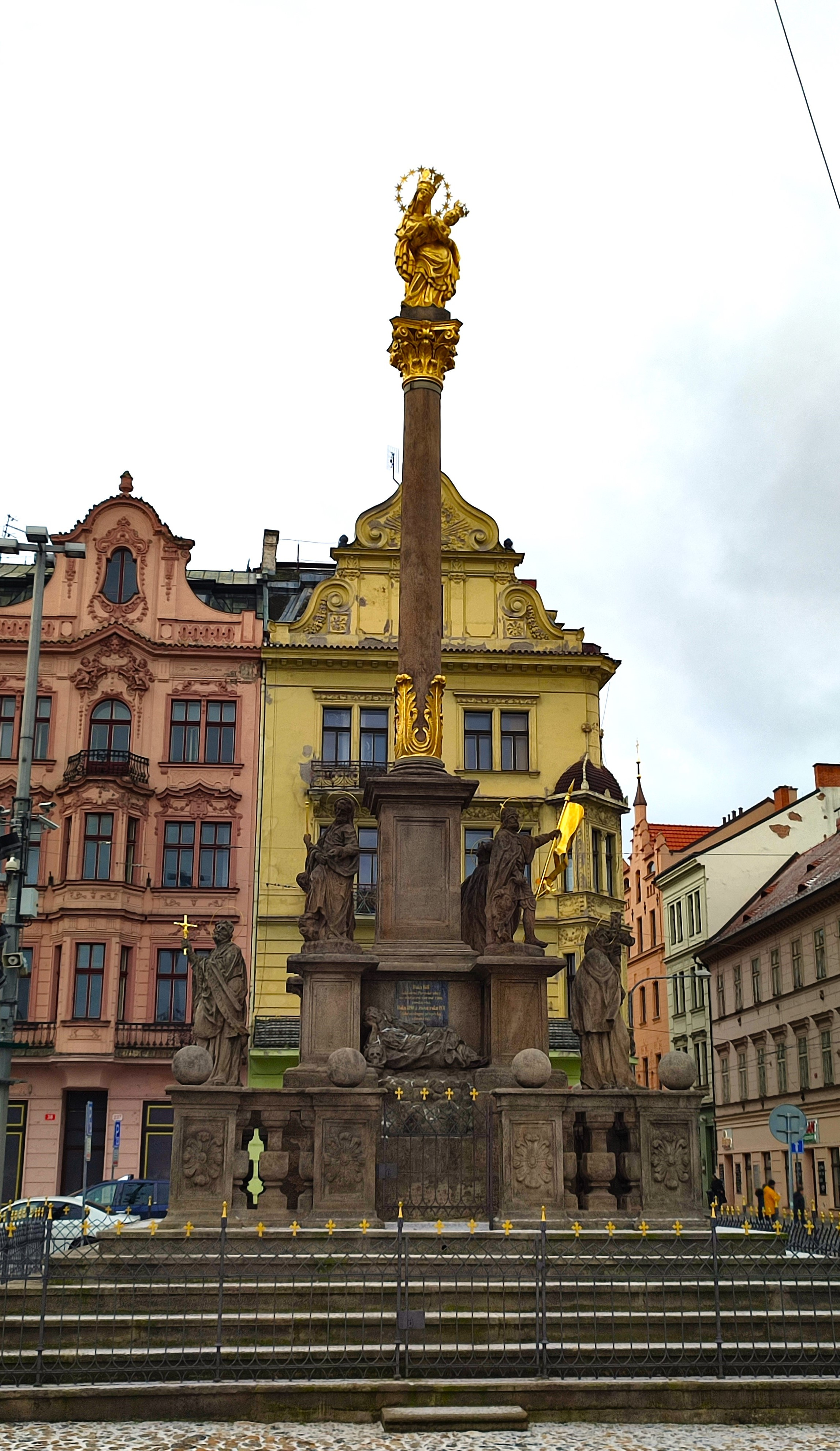
Mariánský sloup od východu

Okolnosti vzniku sloupu uvádí zpráva z 18. století, zachovaná v opisu z 19. století: 22. září 1680 se místo každoroční poutě na Svatou horu konalo v Plzni slavnostní procesí s Nejsvětější svátostí na náměstí a při té příležitosti zdejší městská rada se souhlasem měšťanů složila slavnostní slib, že k odvrácení Božího hněvu a zmírnění trvajícího moru postaví sloup ke cti a chvále Nejsvětější Matky Boží. Dne 24. října se začaly kopat základy ke sloupu. Dne 7. listopadu k jeho stavbě položili základní kámen nejdůstojnější arciděkan Alexius Čapek, primátor Pavel Martinec a mistr Cyprián Frozín, v přítomnosti dohlížitelů stavby Václava Červenky, Václava Dvořáka a Františka Hostounského. Do základů byly přiloženy tehdy platné mince s popisem stavby. Mistry stavby sloupu byli kameník Jan Milich (Milick), sochař Kristián Widmann a zedník Martin Novák. Dílo bylo hotovo v roce 1681. 
Sloup celkovým pojetím odkazuje na svůj vzor ze Staroměstského náměstí v Praze. Svými značnými rozměry, architektonickým členěním a nápadnou vertikalitou dříku s mariánskou sochou hledící směrem na východ, dominoval svému okolí i v době, kdy poblíž ještě stála jedna z městských kašen, budova strážnice a řada stromů, které zdokumentovala vyobrazení náměstí z první poloviny 19. století. Kult gotické milostné madony z hlavního oltáře katedrály sv. Bartoloměje se nově rozvinul na konci 17. a během 18. století, byla ctěna poutníky a šířena v obrazech, grafických listech i sochařských napodobeninách. Podstavec statue ve tvaru kvádru stojí na čtvercovém půdorysu s balustrádou po obvodu, výrazně oddělené od dlažby náměstí šesti stupni schodiště. Ohrazení včetně branky na čelní (východní) straně vzniklo dodatečně v roce 1891. Balustráda se skládá z hranolových pilířků, z vnější strany plasticky členěných vpadlým polem s dekorativní rozetou. Čelní strana balustrády je uprostřed přerušena příležitostným oltářem. Nejstarší zobrazení sloupu z roku 1681 dokládá, že tento otvor byl tehdy opatřen barokními kovanými dvířky. 
Všechny pilířky balustrády měly původně na vrcholu kamennou kouli. Koule v rozích zůstaly, uprostřed byly nahrazeny v roce 1714 trojicí nových soch. Podstavec sloupu je tříetážový. V nárožích druhé etáže slouží čtyři pilíře jako podstavce pro čtveřici soch, natočených ke svislé ose sloupu diagonálně. Kristián Widmann vytesal sochu patrona města, apoštola sv. Bartoloměje s obvyklými atributy (vlastní staženou kůží a nožem v levici), obrácenou směrem ke katedrále. Socha českého zemského patrona sv. Václava je oděna do zbroje se štítem
a praporcem a orientovaná směrem k radnici, socha sv. Šebestiána drží v ruce své mučednické atributy - šípy. Socha sv. Rocha, ochránce před morovou nákazou, má typický oděv a hůl poutníka, pes u nohou mu přináší bochník chleba. Před čelní stěnou druhé etáže je do predely oltáře vsazena socha ležící a spící morové patronky sv. Rozálie Palermské. Světice je znázorněna  s křížem v levici, opřená o lebku na skalnatém terénu jeskyně. Za světicí byla roku 1931 osazena pamětní mramorová deska s nápisy o stavbě z roku 1681 a opravách z let 1890 a 1931.
Třetí etáž podstavce tvoří čtyřboký hranol s obdélným vpadlým polem na každé stěně. Na něm stojí válcový dřík sloupu. Na čelní straně dříku nad akantovou bazí je dosud patrná značka kamenického mistra J. Mejlíka. 
Při tesání trojice soch v dílně Kristiána Widmanna se zřejmě účastnil syn Lazar. Ten teprve v roce 1714, po odvrácení druhé morové rány, doplnil poslední tři sochy světců: jezuitského misionáře sv. Františka Xaverského s křížkem v pravici, františkána sv. Petra z Alkantary s mohutným křížem, a patronku havířů a dobré smrti, mučednici sv. Barboru, s kalichem a hostií v rukou. V den jejího svátku údajně morová nákaza roku 1713 v Plzni skončila.
Poslední rekonstrukce sousoší proběhla v letech 2020–2021, kdy byly také nově pozlaceny sochy Panny Marie s Ježíškem, korintská hlavice a akantová baze sloupu.

## Sochy
Sochy vytesali plzeňský sochař Kristián Widmann roku 1681 a od roku 1714 jeho syn Lazar Widmann.
- Na hlavici sloupu stojí socha korunované madony s Ježíškem, která je volnou replikou gotické Plzeňské madony.

Na balustrádě ve dvou úrovních pod sebou to jsou: 
- svatý Bartoloměj
- svatý Roch
- svatý Šebestián se šípy
- svatý Václav ve zbroji
- v jeskyni ležící svatá Rozálie

Lazar Widemann: 
- svatý František Xaverský
- svatý Petr z Alkantary
- svatá Barbora

## Galerie

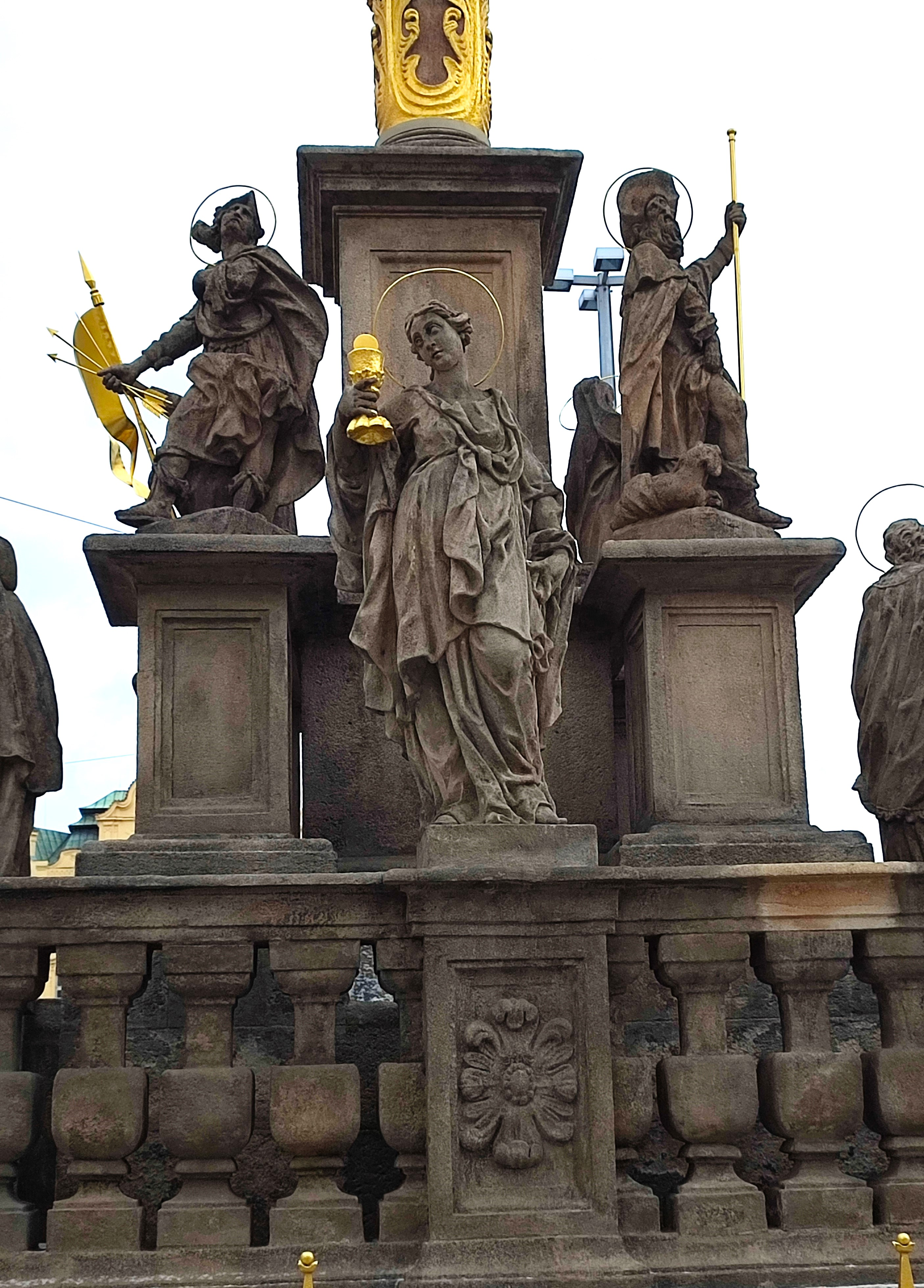
Sv. Barbora mezi Šebestiánem a Rochem
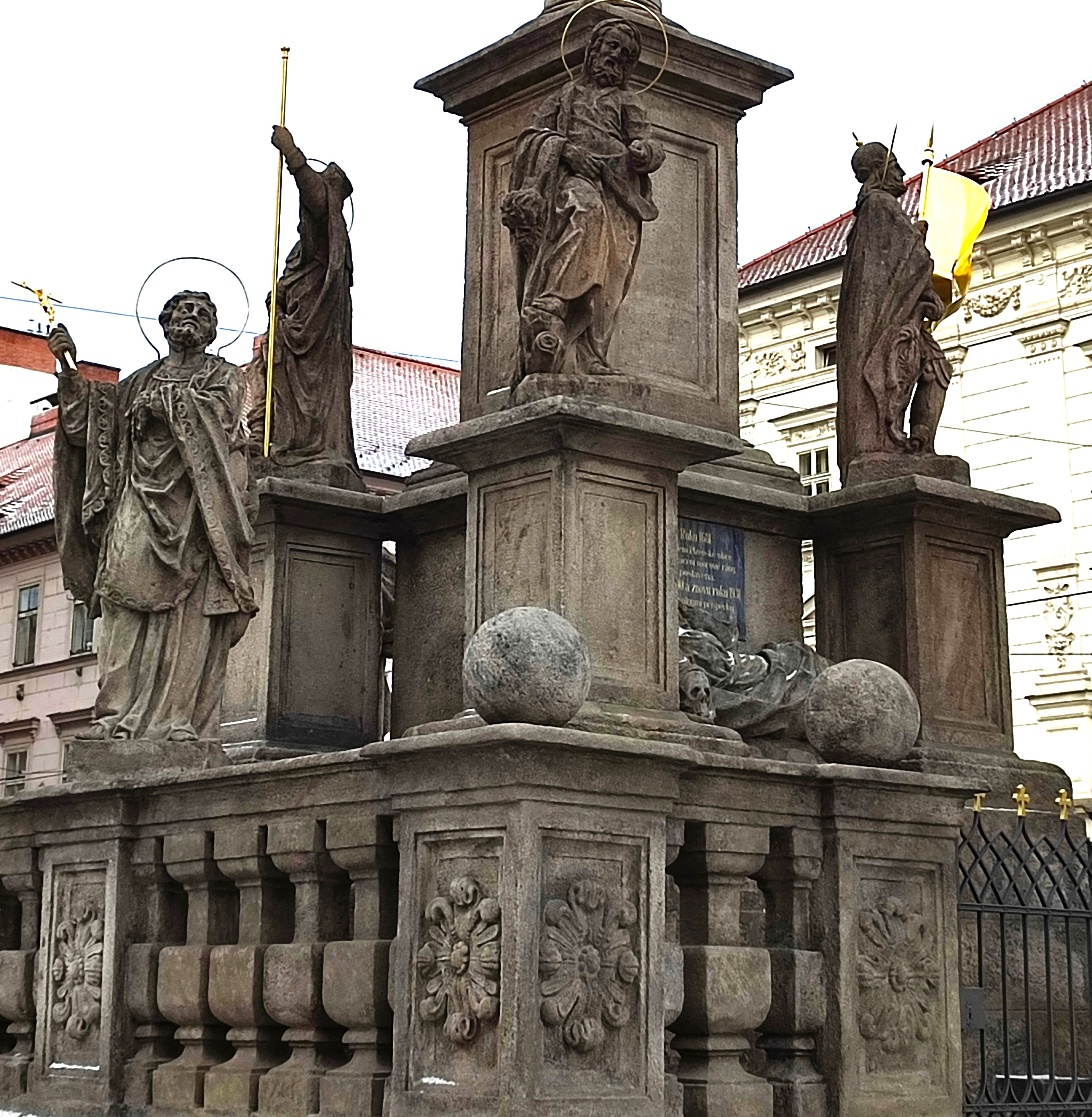
František Xaverský s Rochem, Bartolomějem a Václavem
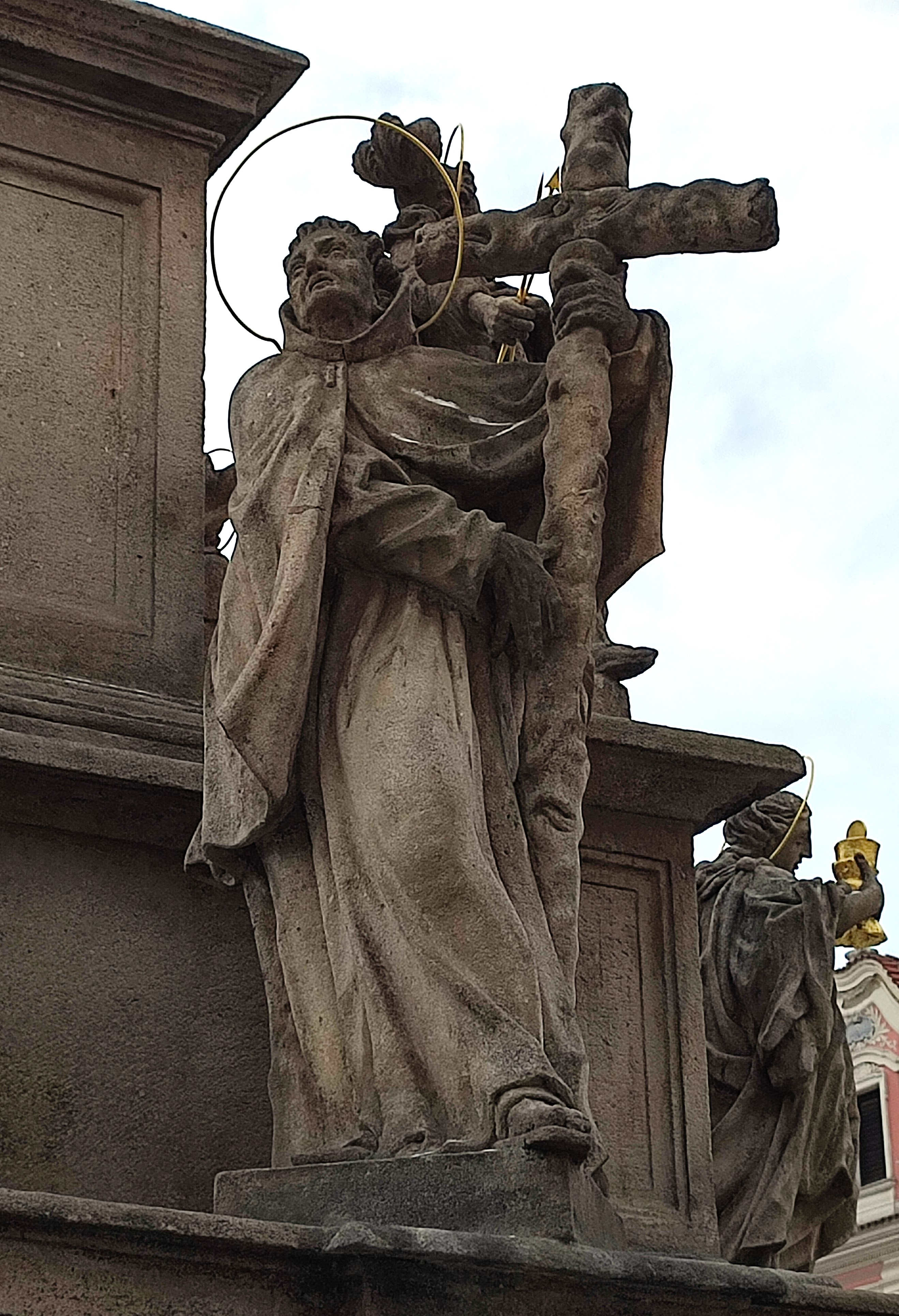
Sv.Petr z Alkantary
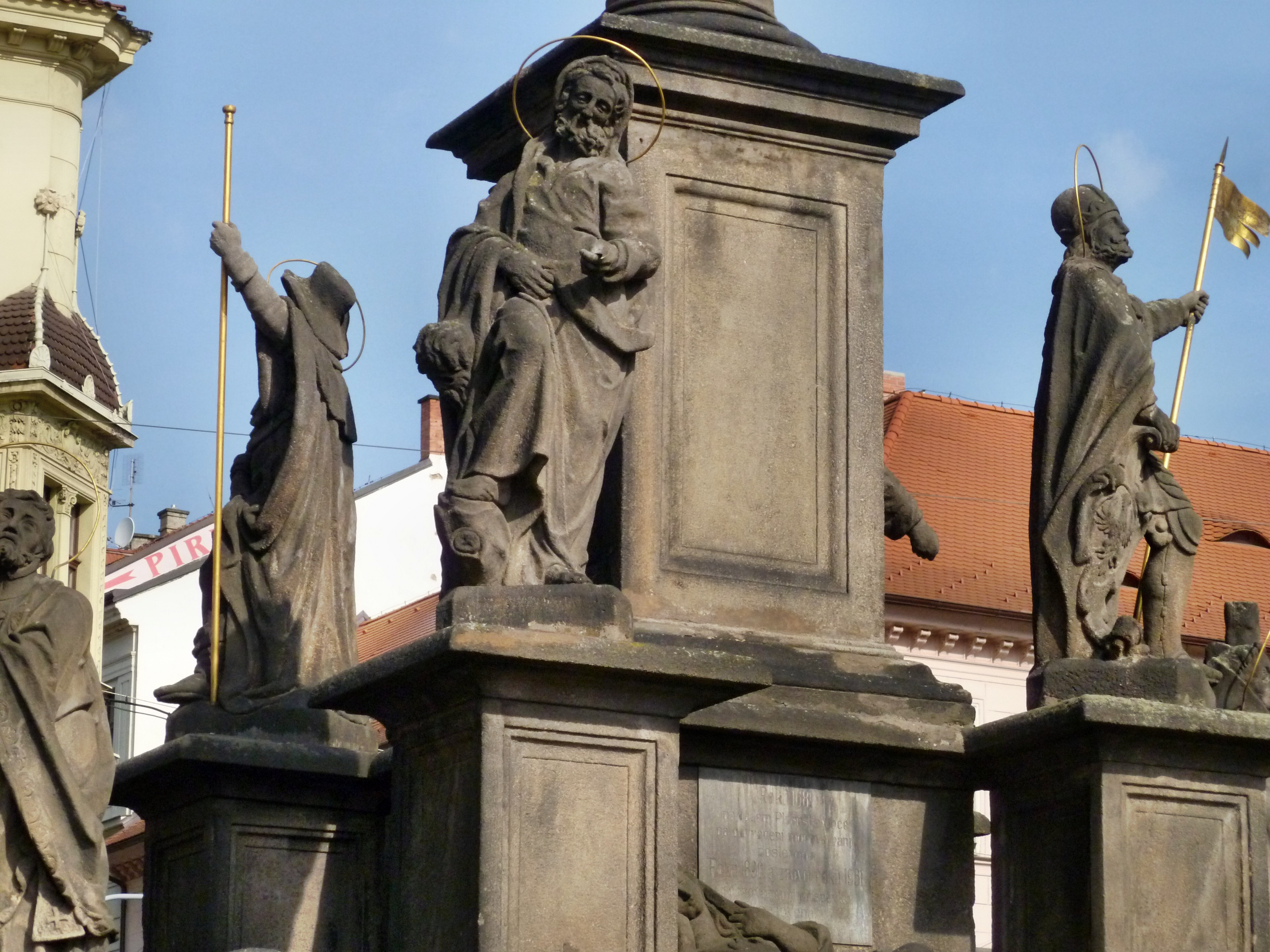
Sv. Bartoloměj a Václav
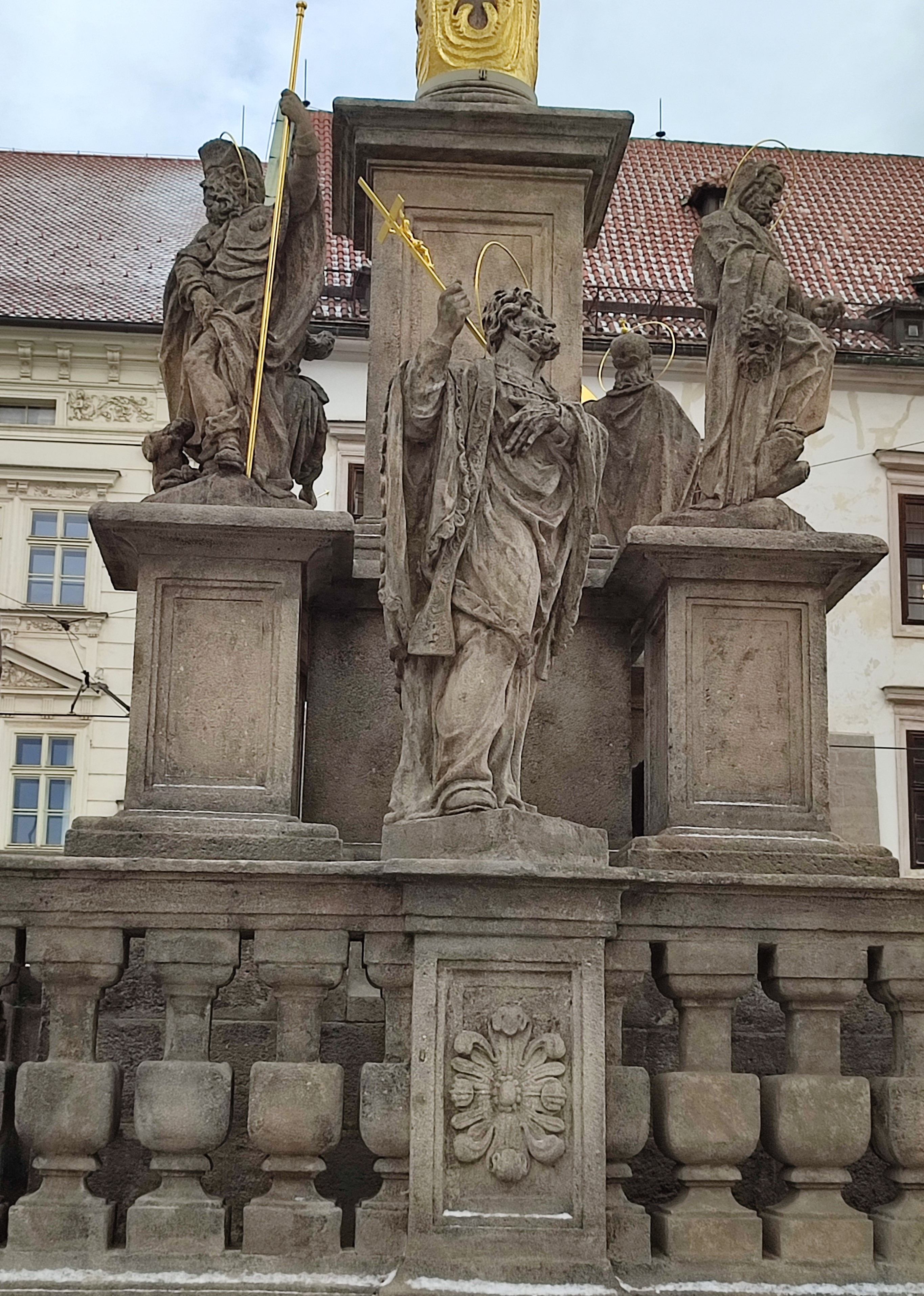
František Xaverský
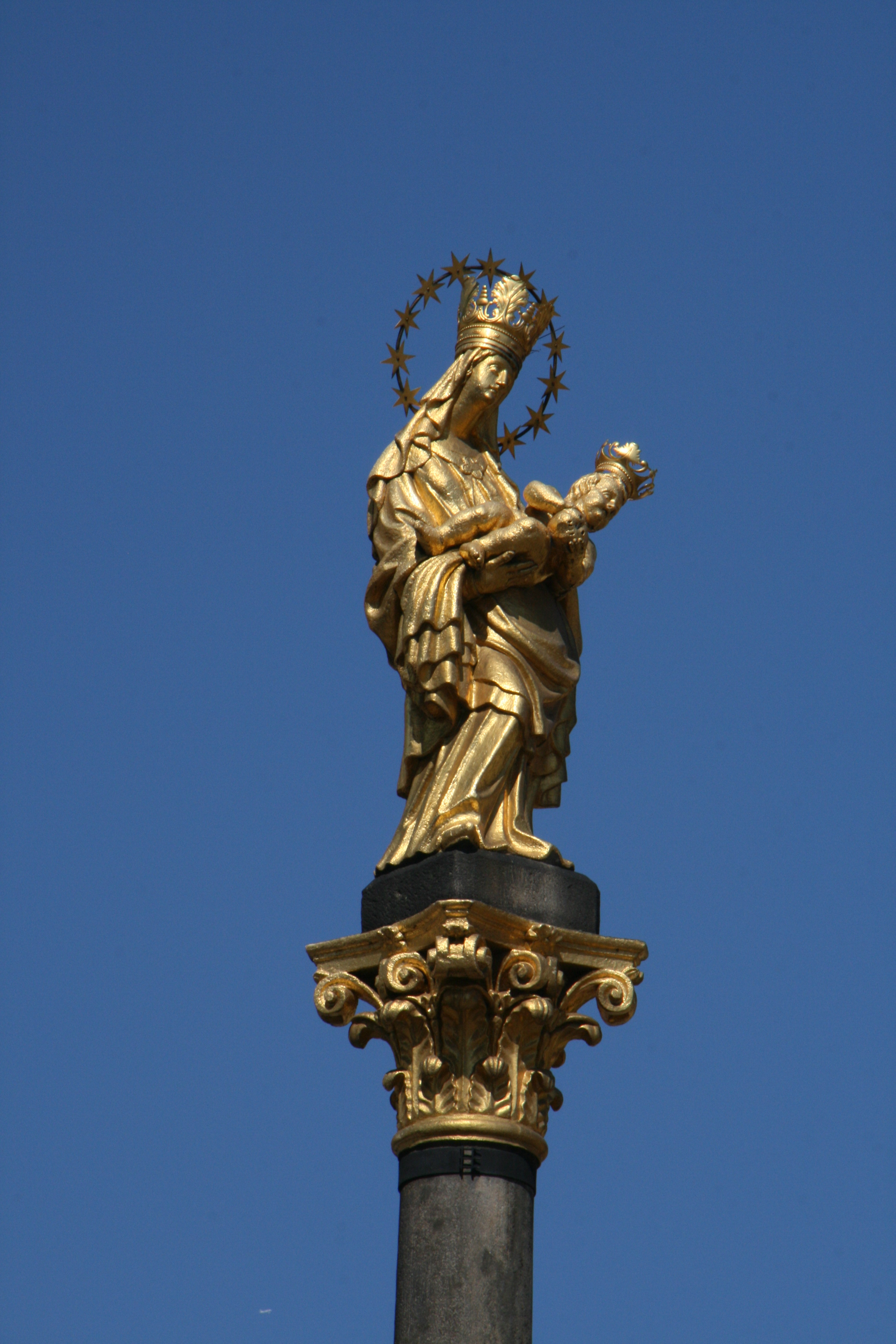
detail Plzeňské Madony